# Statele Unite continentale

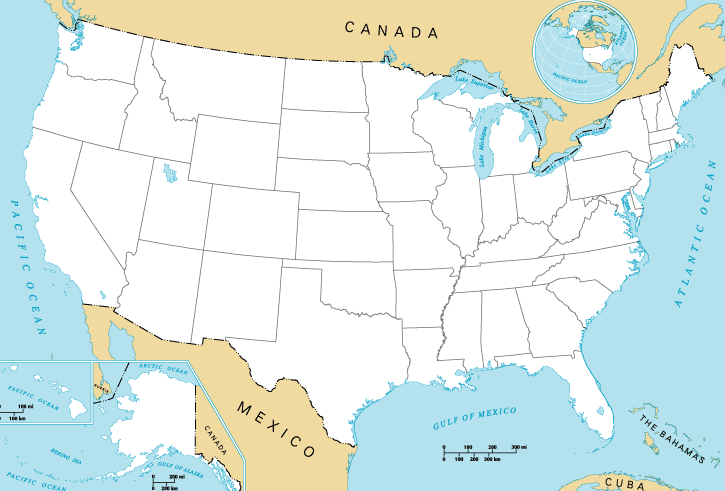
Pe hartă sunt reprezentate statele continentale, iar în partea stângă sunt statele insulare care nu fac parte din cele continentale.

Statele Unite continentale sau Statele Unite contigue (în engleză Contiguous United States) sunt cele 48 de state din Statele Unite ale Americii, plus Washington, D.C., localizate în sudul Canadei, în întregime în America de Nord continentală. Din statele continentale nu fac parte Alaska, Hawaii și teritoriile sau posesiunile Statelor Unite, cum ar fi Puerto Rico.